# 에히메현 선거구
에히메현 선거구(일본어: 愛媛県選挙区)는 일본의 참의원 선거구이다.

## 선거구 정보
| 지역      | 에히메현 전역            |
| 의원 정수 | 2명 (개선 정수 1명)      |
| 유권자 수 | 1,134,208명 (2022년 9월) |

## 역대 의원
| 홀수회                             | 홀수회        | 짝수회        | 짝수회                         |
| 의원                               | 선거          | 선거          | 의원                           |
| ---------------------------------- | ------------- | ------------- | ------------------------------ |
| 히사마쓰 사다타케 (에히메 민주당)  | 1947년 제1회  | 1947년 제1회  | 나카히라 쓰네타로 (일본사회당) |
| 히사마쓰 사다타케 (에히메 민주당)  |               | 1950년 제2회  | 미쓰하시 하치지로 (일본사회당) |
| 다마야나기 미노루 (무소속)         | 1951년 보궐   |               | 미쓰하시 하치지로 (일본사회당) |
| 유야마 이사무 (일본교직원정치연맹) | 1953년 제3회  |               | 미쓰하시 하치지로 (일본사회당) |
| 유야마 이사무 (일본교직원정치연맹) |               | 1956년 제4회  | 호리모토 센지쓰 (자유민주당)   |
| 마스하라 게이키치 (자유민주당)     | 1959년 제5회  |               | 호리모토 센지쓰 (자유민주당)   |
| 마스하라 게이키치 (자유민주당)     |               | 1962년 제6회  | 호리모토 센지쓰 (자유민주당)   |
| 마스하라 게이키치 (자유민주당)     | 1965년 제7회  |               | 호리모토 센지쓰 (자유민주당)   |
| 마스하라 게이키치 (자유민주당)     |               | 1968년 제8회  | 호리모토 센지쓰 (자유민주당)   |
| 마스하라 게이키치 (자유민주당)     | 1971년 제9회  |               | 호리모토 센지쓰 (자유민주당)   |
| 마스하라 게이키치 (자유민주당)     |               | 1974년 제10회 | 아오이 마사미 (자유민주당)     |
| 히가키 도쿠타로 (자유민주당)       | 1977년 제11회 |               | 아오이 마사미 (자유민주당)     |
| 히가키 도쿠타로 (자유민주당)       |               | 1980년 제12회 | 나카가와 유키오 (자유민주당)   |
| 히가키 도쿠타로 (자유민주당)       | 1983년 제13회 |               | 나카가와 유키오 (자유민주당)   |
| 히가키 도쿠타로 (자유민주당)       |               | 1986년 제14회 | 나카가와 유키오 (자유민주당)   |
| 이케다 오사무 (연합회)             | 1989년 제15회 |               | 나카가와 유키오 (자유민주당)   |
| 이케다 오사무 (연합회)             |               | 1992년 제16회 | 노마 다케시 (자유민주당)       |
| 시오자키 야스히사 (자유민주당)     | 1995년 제17회 |               | 노마 다케시 (자유민주당)       |
| 시오자키 야스히사 (자유민주당)     |               | 1998년 제18회 | 노마 다케시 (자유민주당)       |
| 세키야 가쓰쓰구 (자유민주당)       | 2000년 보궐   |               | 노마 다케시 (자유민주당)       |
| 세키야 가쓰쓰구 (자유민주당)       | 2001년 제19회 |               | 노마 다케시 (자유민주당)       |
| 세키야 가쓰쓰구 (자유민주당)       |               | 2004년 제20회 | 야마모토 준코 (자유민주당)     |
| 도모치카 도시로 (무소속)           | 2007년 제21회 |               | 야마모토 준코 (자유민주당)     |
| 도모치카 도시로 (무소속)           |               | 2010년 제22회 | 야마모토 준코 (자유민주당)     |
| 이하라 다쿠미 (자유민주당)         | 2013년 제23회 |               | 야마모토 준코 (자유민주당)     |
| 이하라 다쿠미 (자유민주당)         |               | 2016년 제24회 | 야마모토 준코 (자유민주당)     |
| 나가에 다카코 (무소속)             | 2019년 제25회 |               | 야마모토 준코 (자유민주당)     |
| 나가에 다카코 (무소속)             |               | 2022년 제26회 | 야마모토 준코 (자유민주당)     |

## 최근 선거 결과

### 2016년 (제24회)
|  | 49.58% |

|  | 48.30% |

|  | 2.12% |

### 2019년 (제25회)
|  | 56.00% |

|  | 41.51% |

|  | 2.49% |

### 2022년 (제26회)
|  | 59.04% |

|  | 32.08% |

|  | 5.17% |

|  | 2.35% |

|  | 1.36% |

## 같이 보기
- 에히메현 제1구
- 에히메현 제2구
- 에히메현 제3구
- 에히메현 제4구